# Університет ім. Карла фон Осецького

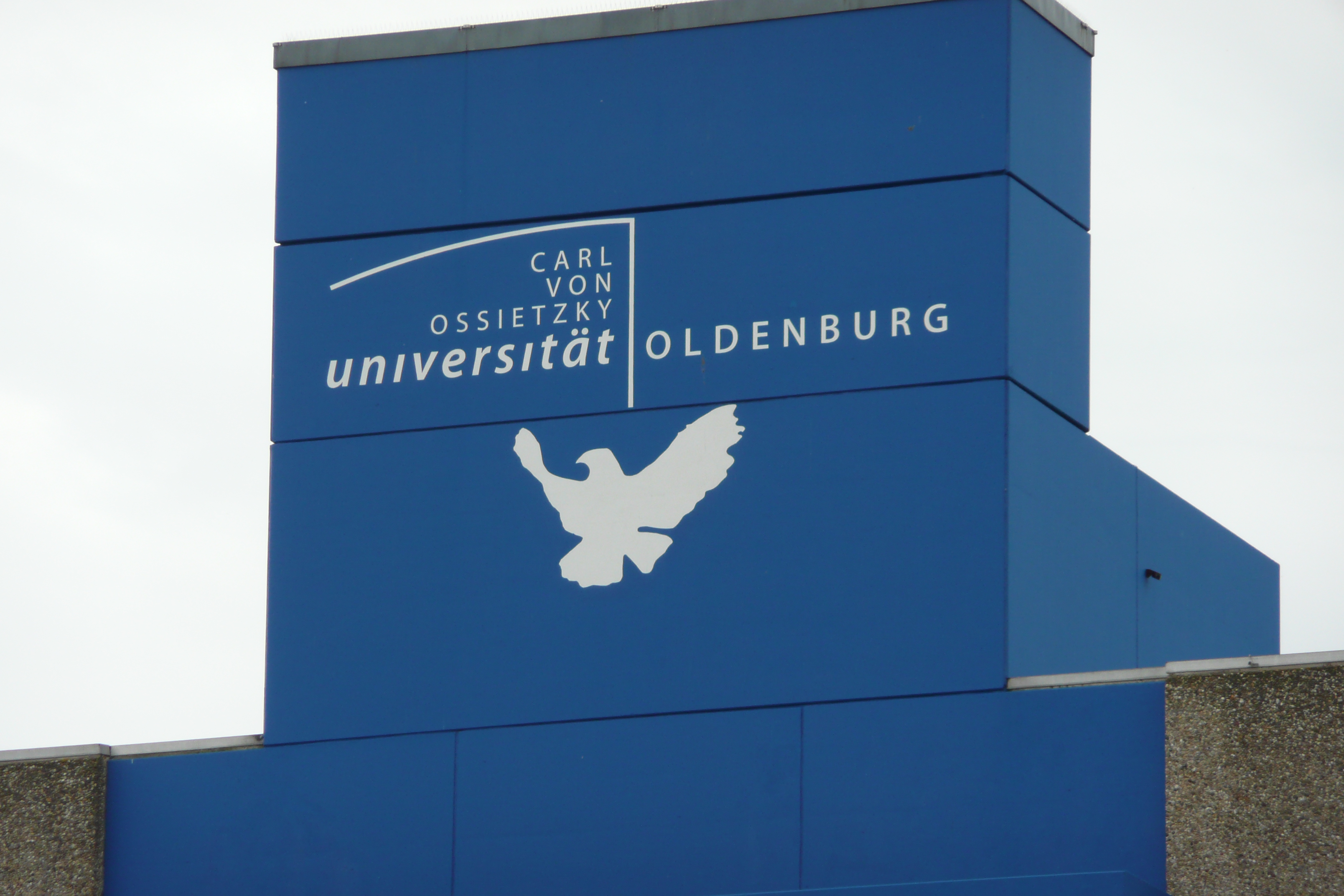
Логотип університету

Університет ім. Карла фон Осецького — державний університет в м. Ольденбург (Нижня Саксонія, Німеччина).
Заснований у 1973 р. З 1991 р. носить ім'я німецького публіциста, антифашиста, лауреата Нобелівської премії миру (1935) Карла фон Осецького. 
У структурі університету шість факультетів:
- І — освітні та соціальні науки
- ІІ — інформатика, економіка і право
- III — мовознавство і культурологія
- IV — гуманітарні і суспільні науки
- V — математика і природничі науки
- VI — медицина та науки про здоров'я

В університеті навчається понад 15000 студентів і працює понад 2500 співробітників.
Університет займає активну проукраїнську позицію, підтримує українських науковців і студентів.

## Україністика в Ольденбурзькому університеті
Українську мову викладають в інституті славістики як додаткову слов'янську мову. Курси української мови було запроваджено з ініціативи проф. Ґерда Гентшеля на початку 2000-х років. Лекторами з української мови у різні роки були Світлана Адаменко, Олеся Палінська, Леся Кочубей, Марія Братусь, Олена Смолянінова-Каро.
Також в інституті славістики проводять дослідницькі проекти під керівництвом проф. Ґ. Гентшеля, пов'язані з україністикою, зокрема:
- Морфологічна нерегулярність в «актуальних» контактних ідіомах північнослов'янських мов[11] (2009—2014, науковий співробітник — д-р Томас Менцель)
- Мандрівні слова: шлях німецьких запозичень через польську до східнослов'янських мов[12] (2013—2016, Забіне Андерс-Марновскі, д-р Святлана Теш, д-р Петер Майєр)
- Варіативність і стабільність у змішаному субстандарті: суржик[13] (2014—2019, д-р Анастасія Райс, д-р Олеся Палінська)
- Гібридизація з двох сторін: українсько-російське і російсько-українське змішування кодів у контексті (соціо)лінгвістичної ситуації на півдні України вздовж узбережжя Чорного моря[14] (з 2019, д-р Олеся Палінська).

В рамках проектів Інститут славістики співпрацює з низкою наукових інституцій в Україні, зокрема Інститутом мовознавства ім. О.О. Потебні, Інститутом українознавства ім. Крип'якевича, Львівським національним університетом ім. І. Франка.
Студенти і співробітники українського походження беруть активну участь у проведенні щорічного міжкультурного фестивалю «Internationaler Sommerfest», де представляють українську кухню та музичну культуру.